# 姶良警察署

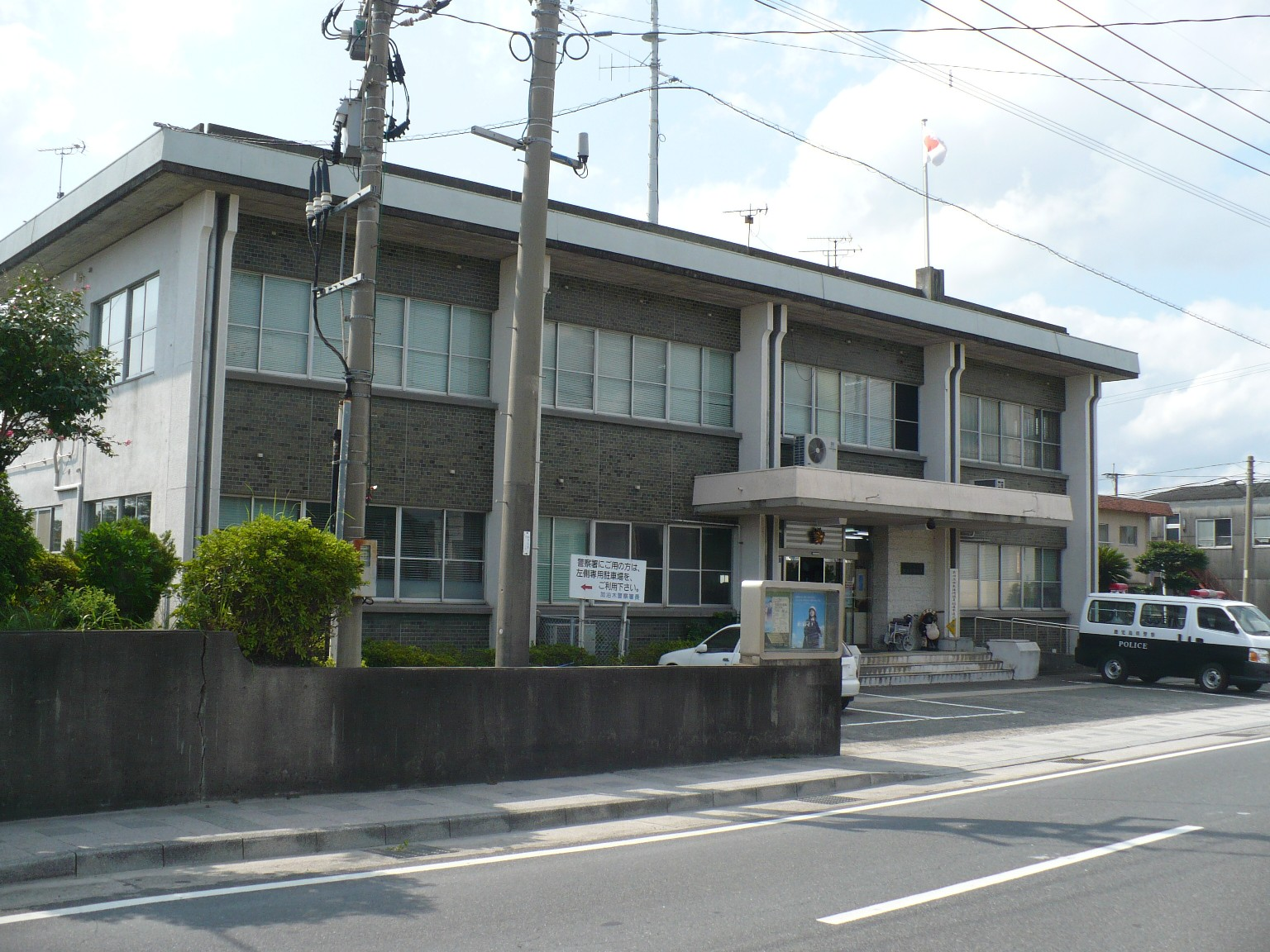
加治木警察署時代の庁舎

姶良警察署（あいらけいさつしょ）は、鹿児島県姶良市にある、鹿児島県警察の警察署である。署長の階級は警視。2010年3月23日に姶良市発足に伴い、加治木警察署から改称した。1969年建設の庁舎が老朽化してきたことから、2013年2月に鹿児島県総合運転免許試験場の敷地内に新庁舎を建設して移転した。

## 管轄区域
- 鹿児島県
  - 姶良市

2006年9月までは霧島市溝辺地区も管轄区域に含まれていた。平成の大合併に伴う警察署名や管轄地域の大きな変更が行われた2006年10月から、旧溝辺町は霧島警察署（国分警察署から改称）へ移管された。(旧溝辺町は姶良郡であったが平成の大合併に際し霧島市に属することを選択した)

## 周辺施設
- 国道10号
- 鹿児島県総合運転免許試験場（隣接）

## 交番・駐在所
- 加治木中央交番（かじきちゅうおう）
- 姶良交番（あいら）
- 蒲生駐在所（かもう）